# Schistostephana aurifrons
Schistostephana aurifrons är en tvåvingeart som beskrevs av Townsend 1919. Schistostephana aurifrons ingår i släktet Schistostephana och familjen parasitflugor.
Artens utbredningsområde är Peru. Inga underarter finns listade i Catalogue of Life.